# وينستون سانتوس
وينستون سانتوس (بالإسبانية: Winston Santos) هو مصارع هاوي فنزويلي، ولد في 5 مارس 1968 في كاراكاس في فنزويلا.

## وصلات خارجية
- وينستون سانتوس على موقع قاعدة بيانات المصارعة الدولية (الإنجليزية)
- وينستون سانتوس على موقع أوليمبيديا (الإنجليزية)